# Kamel El Harrachi
Kamel Amrani, connu sous le nom de scène de Kamel El Harrachi (en arabe : كمال الحراشى), né en Algérie en 1973, est un chanteur et compositeur de chaâbi algérien, joueur de mandole.

## Biographie
Kamel El Harrachi est un artiste, auteur, compositeur, interprète, sevranais né en Algérie, d'origine chaoui du village Djellal dans la wilaya de Khenchela, son grand père s'installe à Alger en 1920 et devient muezzin à la grande mosquée. Après la naissance de son père Dahmane El Harrachi (diminutif de Abderrahmane), la famille déménage à Belcourt, rue Maret, puis s'installe définitivement à El Harrach, d'où l'étymologie de son nom de scène. Kamel n'a eu de cesse depuis son enfance, de suivre les traces de son père, en 1991 il a repris aussi le nom de scène comme son père El Harrachi afin de perpétuer sa mémoire. Il habite à Paris depuis début 1990. Il participe à l'évolution de la musique chaâbi classique qui se distingue dans son premier album "Ghana Fennou" qui signifie littéralement "il a chanté son art", reprenant des titres chantés par son père et un certain nombre de ses créations. En ce qui concerne ses activités récentes : il est invité en 2008 par le Festival Musique d’ici et d’ailleurs pour la création Micul Orasel aux côtés du duo Antiquarks (Richard Monségu et Sébastien Tron) et de l’accordéoniste roumain Emy Dragoï,  Kamel s'est produit au Théâtre des Bouffes du Nord dans le cadre du Festival WorldStock en 2013 et le 7 janvier 2018 à l'Espace François Mauriac à Sevran.
Kamel El Harrachi fait partie d'une jeune génération musicienne Maghrébines attachés au genre chaâbi et soucieux de le voir évoluer avec son temps. Il interprète ses propres compositions et celles de son père. Un répertoire entre musique populaire et musiques actuelles,.
Il a travaillé l'orchestration et écrit ses propres Zadjal textes, inspiré des anciennes, et qui relèvent comme ceux préceptes et sagesses des anciens en poèmes. Kamel El Harrachi reste fidèle aux styles et mélodies qui ont fait la réputation du Chaâbi algérien, revivifiant le blues maghrébin et de la Casbah d'Alger.